# Solar dos Carneiro da Grã-Magriço
O Solar dos Carneiro da Grã-Magriço, também referido localmente como Casa da Quinta de D. Benta, localiza-se na freguesia de Balazar no concelho da Póvoa de Varzim, distrito do Porto, em Portugal.

## História
Acredita-se que tem origem nas desavenças de Manuel Nunes Rodrigues, marido de D. Benta, com o pároco local, padre António da Silva e Sousa.
Há certeza de que o adquirente da quinta foi Manuel Nunes Rodrigues, uma vez que a residência anterior da família ficava a sul do rio Este, como consta de vários assentos paroquiais. Este proprietário fez erguer, na propriedade, a Capela da Senhora da Lapa, onde foi sepultado, como consta do seu epitáfio.
A família continuou a residir a sul do Este, pelo que a edificação da residência deve ter sido da responsabilidade do seu filho, Manuel Carneiro da Grã-Magriço, vereador na Póvoa de Varzim, cidade onde construiu a Casa dos Carneiros, que hoje alberga o museu municipal.
O brasão que se destacava sobre a porta principal da habitação foi picado nos tempos da República.
O estilo da residência e da capela é certamente o rococó.